# 716. Infanterie-Division (Wehrmacht)
Die 716. Infanterie-Division war eine deutsche Infanterie-Division des Heeres im Zweiten Weltkrieg.

## Geschichte

### Aufstellung
Die Division wurde im Mai 1941 im Zuge der 15. Aufstellungswelle unter dem Kommandeur Otto Matterstock aus Truppenteilen des Wehrkreises VI aufgestellt und bestand hauptsächlich aus Freiwilligen, u. a. italienische Freiwillige, auch als „Aufopferungsdivision“ bezeichnet.

### Atlantikwall
Die Division wurde nach Rouen und später  im gleichen Jahr nach Caen geschickt.
Die Division, ab Oktober 1942 ohne rollendes Material als bodenständige Division umdeklariert und fand ihren Einsatz in Frankreich (u. a. der 15. Armee unterstellt für die Küstenverteidigung bei Caen).

### Operation Overlord
Nachdem die Division 1942 mit einer Mannstärke von 6.000 Mann in die Normandie verlegt worden war. Kam es bei der alliierten Landung am D-Day zu verlustreichen Kämpfen.
Es folgten Ergänzungen/Auffrischungen durch Truppenteilen u. a. der geschlagenen Osttruppen (knapp 1.000 Mann) und Volksdeutsche. Die Division bestand 1944 aus 40 % Volksdeutschen, was die Kommunikation der deutschen Offiziere mit den Truppenteilen zusätzlich noch erschwerte.
Im Jahr 1944 war sie in Kämpfe gegen westalliierte Truppen (britische Truppen am Sword Beach und an der Orne und kanadische Truppen am Juno Beach) verwickelt. Die Division verlor über 3.000 Mann, andere Quellen berichten über 11.000 Ausfälle, und die verbleibenden 1.500 Mann wurden von der Frontlinie zurückgezogen.

### Auffrischung 1944
Eine Auffrischung auf über 7.000 Mann erfolgte.

### Vernichtung
Bei der nun folgenden Verteidigung von Lyon und dem Elsass wurde die Division Februar Anfang 1945 im Brückenkopf Colmar fast vollständig aufgerieben.

## 716. Volksgrenadier-Division

### Aufstellung
Es folgte Mitte April 1945 im Zuge der 33. Aufstellungswelle die Aufstellung einer 716. Volksgrenadier-Division. Hierfür wurden Teile der aufgelösten 716. Infanterie-Division herangezogen.

### Kapitulation
Im Mai 1945 geriet die Division bei Kempten in Bayern in US-amerikanische Kriegsgefangenschaft.

## Gliederung

### 1941
- Infanterie-Regiment 726, von der 166. Ersatz-Division
- Infanterie-Regiment 736, von der 156. Ersatz-Division
- Artillerie-Abteilung 656
- Panzerjäger-Kompanie 716
- Pionier-Kompanie 716
- Nachrichten-Kompanie 716

### 1945
- Grenadier-Regiment 706
- Grenadier-Regiment 726 mit nur noch zwei Bataillonen
- Grenadier-Regiment 736 mit nur noch zwei Bataillonen
- Divisions-Füsilier-Kompanie 1716
- Artillerie-Regiment 716 mit nun vier Bataillonen
- Pionier-Bataillon 716
- Divisionseinheiten 716

## Kommandeure
716. Infanterie-Division
- Oberst/Generalmajor/Generalleutnant Otto Matterstock: von der Aufstellung bis April 1943
- Generalmajor/Generalleutnant Wilhelm Richter: von April 1943 bis Mai 1944
  - Oberst Ludwig Krug: Mai 1944 in Vertretung mit der Führung beauftragt
- Generalleutnant Wilhelm Richter: von Juni 1944 bis August 1944
  - Oberst Otto Schiel: August 1944 bis September 1944 in Vertretung mit der Führung beauftragt
  - Oberst/Generalmajor Ernst von Bauer: September/Oktober 1944 in Vertretung mit der Führung beauftragt
- Generalleutnant Wilhelm Richter: von Oktober 1944 bis Dezember 1944
- Oberst Wolf Ewert: Dezember 1944 bis Mitte Januar 1945 mit der Führung beauftragt
- Oberst Karl Hafner (ehem. Kommandeur des Grenadier-Regiment 736): von Mitte Januar 1945 bis Februar 1945 mit der Führung beauftragt

716. Volksgrenadier-Division
- Oberst Friedrich Trompeter: mit der Führung beauftragt

## Bekannte Divisionsangehörige
- Hauptmann Hans Pries: Kommandeur der Nachrichten-Abteilung